# История почты и почтовых марок Территории Росса

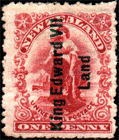
Марка Новой Зеландии с надпечаткой «King Edward VII Land» («Земля Эдуарда VII») для использования на английской полярной станции (1908)

История почты и почтовых марок Территории Росса (англ. Ross Dependency) связана с освоением этого сектора Антарктики Новой Зеландией. Почтовые марки зависимой территории Росса выпускались почтовым ведомством Новой Зеландии для использования на почтовых отправлениях, пересылаемых с антарктической полярной станции «Скотт-Бейс» с 1957 года. Для почтовых отправлений двух более ранних экспедиций в этот антарктический район использовались почтовые марки Новой Зеландии с надпечатками.

## Земля Эдуарда VII
Территория Росса (или Земля Росса; вначале называлась Землёй Эдуарда VII) — это имя по-прежнему носит район вокруг мыса Колбек (англ. Cape Colbeck) к западу от ледяного шельфа.
Перед отправлением из Новой Зеландии в Британскую антарктическую экспедицию 1908 года капитан Эрнест Шеклтон был назначен новозеландским почтмейстером, его снабдили 23 492 почтовыми марками Новой Зеландии «Пенни юниверсал» с надпечаткой англ. «King Edward VII Land» («Земля Эдуарда VII») для использования в экспедиции.
Почтмейстера Шеклтона снабдили круглым календарным штемпелем с надписью «BRIT. ANTARCTIC EXPD.» («Британская антарктическая экспедиция»), с надписью «N.Z.» («Новая Зеландия») и временем, датой, годом на четырёх строчках в центре, который использовался для гашения почтовых отправлений с континента.
Из-за сложившейся ледовой обстановки Шеклтон не смог достичь Земли Эдуарда VII и расположил свою базу в проливе Мак-Мердо.

## Земля Виктории

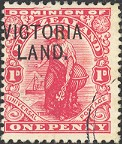
Почтовая марка Земли Виктории

Перед отправлением из Новой Зеландии в экспедицию «Терра Нова» в 1910 году капитан Роберт Скотт был назначен почтмейстером. На 24 000 новозеландских почтовых марках «Пенни доминион» (200 листов) была сделана надпечатка «VICTORIA LAND.» («Земля Виктории»), из них 23 171 почтмейстер Скотт взял с собой в экспедицию.
В течение 1912 года надпечатки были сделаны ещё на 2400 почтовых марках Эдуарда VII номиналом ½ пенни, 1940 из которых привезли на борту «Терра Новы», когда судно вернулось в Антарктику в летний сезон 1912—1913 годов.

## Территория Росса: 1957—1987

Первый выпуск почтовых марок Территории Росса, 1957 г. (3 из 4 марок)

Первые почтовые марки с надписью «англ. Ross Dependency» («Территория Росса») вышли 11 января 1957 года в связи с Новозеландской антарктической экспедицией, возглавляемой Эдмундом Хиллари (в рамках Трансантарктической экспедиции Британского содружества). Перед тем, как экспедиция покинула Новую Зеландию, 23 ноября 1956 года Хиллари был назначен почтмейстером. Когда экспедиция выбрала место для Скотт-Бейс, было открыто почтовое отделение, первоначально — в палатке.
Первая серия почтовых марок состояла из четырёх марок номиналом 3 пенса, 4 пенса, 8 пенсов, 1 шиллинг 6 пенсов. После перехода Новой Зеландии на десятичную денежную систему в 1967 году марки были перевыпущены с номиналами 2, 3, 7 и 15 центов.
В 1972 году была выпущена новая стандартная серия из шести марок номиналом 3, 4, 5, 8, 10 и 18 центов. Следующая серия, эмитированная в 1982 году в честь 25-летия полярной станции «Скотт-Бейс», включала почтовые марки номиналом 5, 10, 20, 30, 40 и 50 центов.
Почтовое отделение на Скотт-Бейс было закрыто в 1987 году в связи с рационализацией Почты Новой Зеландии (New Zealand Post). Почтовые отправления с базы «Скотт» обрабатывались в Крайстчерче, при этом выпуск почтовых марок Территории Росса прекратился.

## Территория Росса: 1994 — по настоящее время
Почта Новой Зеландии возобновила выпуск почтовых марок с надписью «Ross Dependency» («Территория Росса») в 1994 г., «по причине местного и международного спроса». В 1994 году была выпущена стандартная серия, и с тех пор ежегодно выпускались видовые серии из пяти или шести марок.
Номиналы марок Территории Росса соответствуют номиналам современных им почтовых марок Новой Зеландии. Однако эти марки, как правило, не действительны на новозеландских почтовых отправлениях. Обработку пересылаемых с Территории Росса почтовых отправлений производит «Агентство Территории Росса» (Ross Dependency Agency), расположенное в одном почтовом отделении в Крайстчерче. Желающие (преимущественно филателисты и филателистические дилеры) могут отправлять корреспонденцию с наклеенными почтовыми марками Территории Росса в этом отделении.
На почтовые отправления ставится штемпель с надписью «Ross Dependency Agency, Christchurch» («Агентство Территории Росса, Крайстчерч»).